# Slovenská pošta
Slovenská pošta, a. s. (со словац. — «Словацкая почта») — словацкая государственная почтовая компания, отвечающая за доставку почты по Словакии. Образована 1 января 1993 года после признания суверенитета и независимости Словакии. 1 октября 2004 года перешла полностью под государственный контроль, став открытой публичной компанией с ограниченной ответственностью. Находится в ведении Министерства транспорта, строительства и регионального развития Словацкой Республики.
Slovenská pošta насчитывает 1566 отделений по всей стране и занимает 3-е место среди крупнейших почтовых компаний Словакии. Помимо доставки почты, она занимается выпуском почтовых марок и владеет собственным музеем. Головной офис компании располагается в Банска-Бистрице.

## История
Компания Slovenská pošta была основана 1 января 1993 года после разделения Управления почтой и телекоммуникациями (словац. Správa pôšt a telekomunikácií) на три предприятия: собственно Slovenská pošta, Slovenské telekomunikácie (ныне Slovak Telekom) и Poštová novinová služba, š.p. (ныне Prvá novinová spoločnosť, a.s.).
20 сентября 2004 года решением Министерства транспорта, почты и телекоммуникации Словацкой Республики преобразована в открытую публичную компанию с ограниченной ответственностью, решение вступило в силу 1 октября 2004 года. В 2006 году рейтинговое агентство Moody's присвоило компании Slovenská pošta высший кредитный рейтинг — Aaa, подтверждённый в 2014 году.
В 2013 году впервые за три года почта закончила финансовый год с положительными показателями чистой прибыли, сохранив тенденцию и на следующий год (прибыль 4,91 млн. евро до уплаты налогов). В 2015 году вышла на страховой рынок, приобретя 20% акций компании PPB (переименована в Poštová poisťovňa, a.s.).

## Деятельность
Slovenská pošta — ведущее словацкое предприятие, оказывающее услуги доставки почтовых отправлений и денежных переводов, обладающее соответствующими логистическими условиями для ведения бизнеса в Центральной и Восточной Европе. Является оператором системы eKolok для сбора соответствующих административных и судебных издержек в Словакии. Основной партнёр проекта IOMO по предоставлению гражданам государственных и муниципальных услуг на месте.

## Оценка деятельности

### Награды
- В 2008 году Slovenská pošta получила Сертификат менеджмента качества и экологического менеджмента по соответствию требованиям стандартов к почтовым службам STN EN 9001:2001 a STN EN ISO 14001:2005, а также стала лауреатом премии HR Gold за инновационный проект в области человеческих ресурсов.
- В 2013 году Slovenská pošta была отмечена премией «Národná cena Slovenskej republiky» за качество и получила высокую оценку своей деятельности согласно стандартам EFQM.
- В 2014 году — лауреат премии SOPK за этичное ведение бизнеса.

### Штрафы
В 2016 году Slovenská pošta была оштрафована на 3500 евро Управлением по регулированию электронных коммуникаций и почтовых служб за несоблюдение сроков ожидания, а именно формально за невыполнение требований по обслуживанию клиентов в течение 12 минут ожидания. Одной из причин невыполнения оказалась нехватка персонала.

## Галерея
- Филиал №1 Slovenská pošta в Штурово, новое здание
- Филиал Slovenská pošta в Прешове
- Филиал №1 Slovenská pošta в Дунайской-Стреде
- Почтовый ящик в Братиславе
- Автомобиль TAZ 1500 на службе Slovenská pošta